# ماریان مارکیویچ
ماریان مارکیویچ (انگلیسی: Marian Markiewicz; ۸ دسامبر ۱۸۹۵ – ۱۴ دسامبر ۱۹۶۵) بازیکن فوتبال اهل لهستان بود.
از باشگاه‌هایی که در آن بازی کرده‌است می‌توان به باشگاه فوتبال ویسوا کراکوف اشاره کرد.
وی همچنین در تیم ملی فوتبال لهستان بازی کرده‌است.